# Asynarchus planifrons
Asynarchus planifrons is een schietmot uit de familie Limnephilidae. De soort komt voor in het Nearctisch gebied.